# Ritter Löwhardus
Ritter Löwhardus ist die Fortsetzung des Volksbuches vom gehörnten Siegfried. Allerdings ist eine Verbindung zur Nibelungensage nicht ersichtlich. Vielmehr dürfte es sich um eine Erfindung des Autors handeln. 

## Überlieferungen
Die Geschichte ist nur in einem Druck überliefert. Lange wusste man nicht, ob der Roman tatsächlich existent ist, obwohl er am Ende des Volksbuches vom gehörnten Siegfried erwähnt wird. 1965 teilte Harold Jantz mit, dass er sich im Besitz des Buches befinde. Als Druckort wird Leipzig genannt, als Druckerin Martha Hertz, welche um 1670 in Leipzig tätig war.

## Inhalt
Die Geschichte des Ritter Löwhardus handelt von Siegfrieds Sohn, der am Hof seiner Großeltern aufwächst. Als er von Siciliana, der Tochter des sizilianischen Königs, hört, will er diese sehen und begibt sich auf die Reise. Nach Stationen in Paris, Venedig und Malta trifft er in Jerusalem die Königstochter Marirose und wird zum Ritter geschlagen. Er verbringt einige Zeit mit seinem Waffenträger Burghardus bei Jerusalem mit einem Löwen, bevor die beiden nach Sizilien weiterreisen. Dort kämpft Löwhardus mit einem Drachen, einem Löwen und besiegt im Dienst von König Artaxus einen Riesen, der vom babylonischen König gesandt wurde, um Tribut einzufordern. Nach der Heirat mit der Königstochter Siciliana kommt es zur ersten Trennung der beiden, da Löwhardus seinen Großvater Sieghardus in Niederland besuchen will. Er kommt auf der Reise nach Babylon, wo er Heerführer wird. Seine Frau wird entführt und wird ebenfalls Heerführerin in Fregaton. Bei einer Schlacht kämpfen die beiden gegeneinander, erkennen sich jedoch wieder. Da das Paar das babylonische Religionsritual ablehnen, werden sie zum Tode verurteilt und sie ergreifen die Flucht. Siciliana wird erneut entführt, Löwhardus reist weiter nach Ägypten und findet Siciliana dort wieder. Auf der Rückreise erleiden die beiden Schiffbruch und werden erneut getrennt, finden sich jedoch auf einer Insel wieder und setzen ihre Reise nach den Niederlanden fort. Dort angekommen übernimmt Löwhardus die Regierung von seinem Großvater und er und seine Frau bekommen eine große Nachkommenschaft.